# Ford-Vairogs

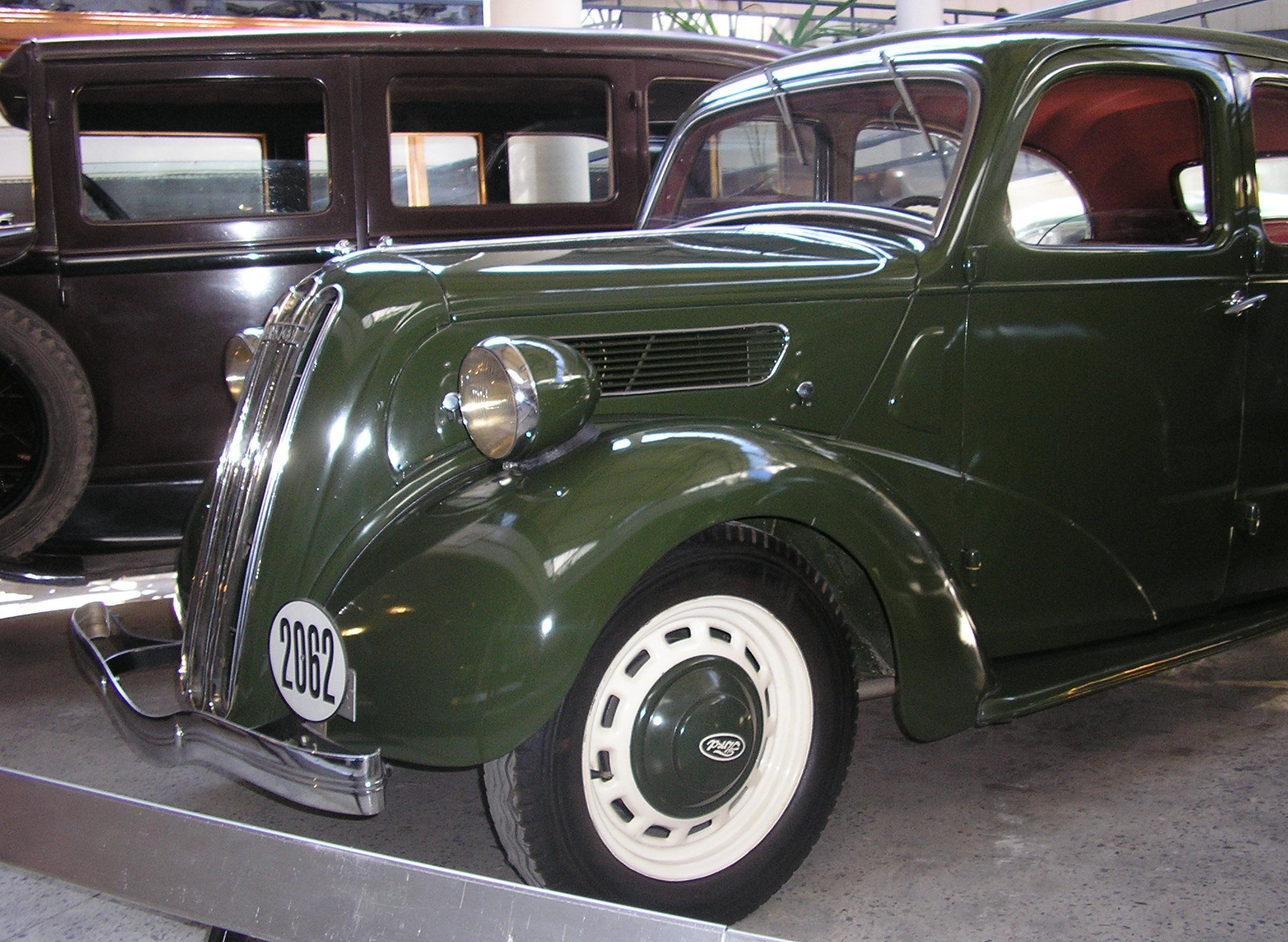
Ford-Vairogs Junior

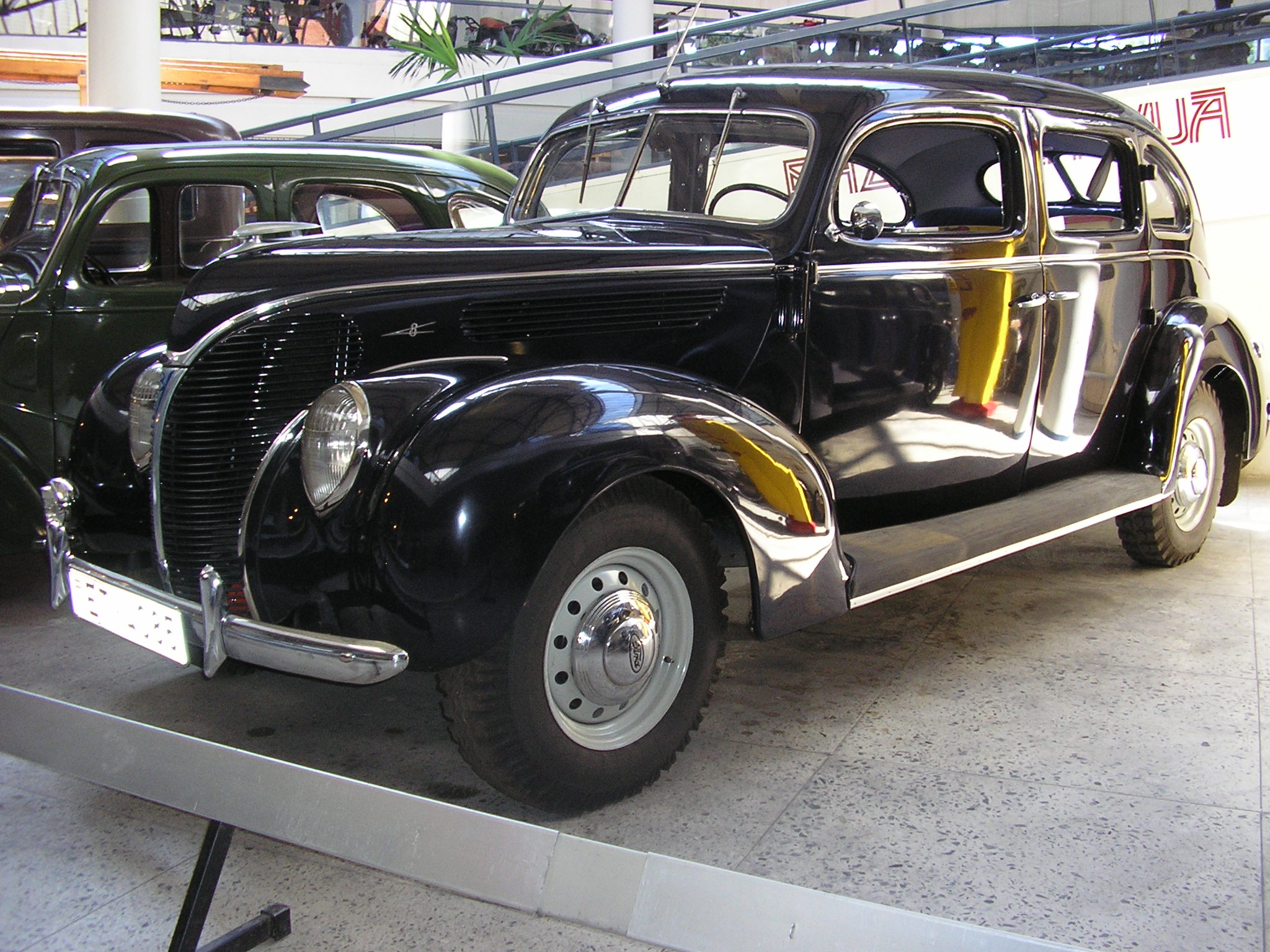
Ford-Vairogs V8 De Luxe

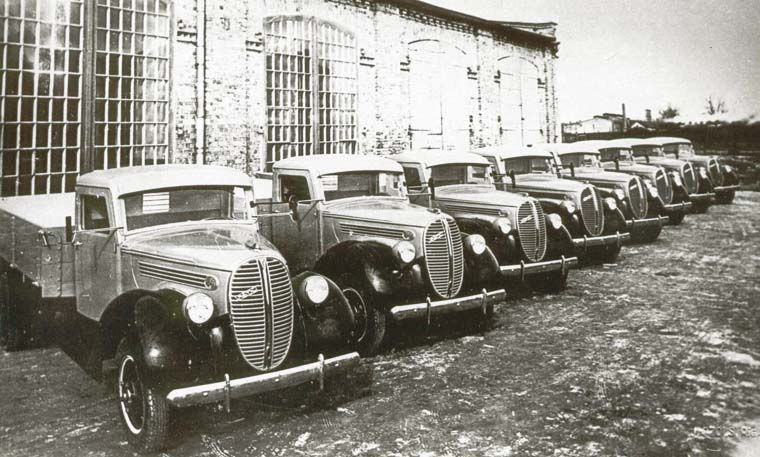
Ford-Vairogs-Barrel-Nose-Lkw

Ford-Vairogs war eine Produktionsstätte der Ford Motor Company in Riga (Lettland) von 1937 bis 1940.
Die günstige wirtschaftliche Entwicklung Lettlands in den 1930er Jahren ermunterte Ford, trotz der geringen Größe des Landes ein eigenes Werk in der Hauptstadt Lettlands zu errichten.  Das Werk war der größte Automobilhersteller im Baltikum. 
Von 1937 bis 1940 produzierte Ford-Vairogs folgende Modelle:
- Ford Junior (ab 1937), eine Variante des englischen Ford Ten (1172 cm³, 32 PS (23 kW), 100 km/h)
- Ford Taunus (ab 1939), das in Deutschland neu eingeführte Modell Ford Taunus (1172 cm³, 34 PS (25 kW), 104 km/h)
- Ford V8 Standard (ab 1938), der amerikanische Typ 92 (2229 cm³, 60 PS (44 kW), 120 km/h)
- Ford V8 De Luxe (ab 1938), der amerikanische Typ 91 (3621 cm³, 85 PS (63 kW), 135 km/h)

Dazu kamen leichte Lastwagen und Busse.
Mechanik und Karosserie der Fahrzeuge wurden aus Großbritannien (Junior), Deutschland (Taunus) bzw. den Vereinigten Staaten (V8) nach Lettland geschafft und dort montiert (CKD-Fertigung). Der Anteil aus lokaler Produktion war gering; der eigentlich vorgesehene Aufbau einer lokalen Zulieferfertigung konnte nicht mehr verwirklicht werden.
Der Ausbruch des Zweiten Weltkrieges und die erste sowjetische Besetzung Lettlands (1940 bis 1941) führten zu einem frühen Ende dieses Unternehmens. Insgesamt wurden von 1937 bis 1940 etwa 300 Personenwagen, 1000 Lastwagen und 200 Busse hergestellt.
Nach dem Zweiten Weltkrieg wurde Vairogs in Rīgas Vagonbūves Rūpnīca („Rigaer Eisenbahnwaggonfabrik“) umbenannt und begann wieder mit der Herstellung, Reparatur und Umbauten von Eisenbahnwagen.